# Richard Cromwell

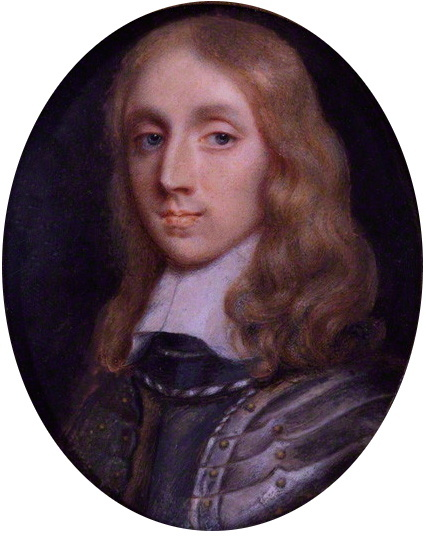
Richard Cromwell (1650)

Richard Cromwell (* 4. Oktober 1626 in Huntingdon; † 12. Juli 1712 in Cheshunt) war der Sohn Oliver Cromwells und vom 3. September 1658 bis zum 25. Mai 1659 Lordprotektor von England, Schottland und Irland.

## Leben
Er besuchte die Felsted School in Essex und wurde 1647 Mitglied der Anwaltskammer Lincoln’s Inn. 1649 heiratete er Dorothy Maijor (geb. ca. 1620).
Da seine beiden älteren Brüder tot waren, wurde er nach dem Tod seines Vaters zum Lordprotektor ausgerufen. Obwohl er Abgeordneter im Parlament gewesen war, fehlten ihm der Wille und die Erfahrung, diese Position zu halten. Nach einer Aufforderung des Parlaments gab Cromwell 1659 das Amt ohne Zögern auf und ging im Juli 1660 freiwillig ins Exil nach Frankreich, wo er in Paris lebte. Sein Abgang führte kurze Zeit später zur Rückkehr von König Karl II. und der Wiederherstellung der Monarchie.
Seine Frau Dorothy starb 1675, ohne dass die beiden sich wieder gesehen hatten. 1680 kehrte er nach England zurück und lebte dort zurückgezogen bis zu seinem Tod.

## Nachkommen
Er heiratete 1649 Dorothy Maijor, mit der er folgende Kinder hatte:
- Elizabeth Cromwell ⚭ Thomas Thompson
- acht weitere, von denen drei das Erwachsenenalter erreichten